# Squire Boone
Daniel Morgan (Primer sobrino)Información profesionalOcupación
ExploradorCargos ocupados
soldado, urbanista, político, localizador de tierras, juez, político, armero, molinero
Squire Maugridge Boone Jr., Squire Boone Jr. o Squire Boone (5 de octubre de 1744 - 5 de agosto de 1815) fue un  soldado, urbanista, político, localizador de tierras, juez, político, armero, molinero, y hermano de Daniel Boone. En 1780, fundó el primer asentamiento en el condado de Shelby, Kentucky. El décimo de once hijos, Squire Boone nació de la unión de Squire Boone Sr. y su esposa Sarah (Morgan) Boone en el condado de Berks, Pennsylvania en el Daniel Boone Homestead. Aunque ensombrecido por su famoso hermano, Squire Boone era bien conocido en su día.

## Primeros años
Squire Boone Jr. nació en el condado de Berks, Pennsylvania, el 5 de octubre de 1744, hijo de Squire Boone Sr. y Sarah Jarman Morgan. En 1749, junto con su familia se mudó al condado de Rowan, Carolina del Norte, y vivió en el valle de Yadkin. En 1759, a la edad de 15 años, fue enviado de regreso a Pennsylvania para ser aprendiz como armero bajo su primo Samuel Boone. Después de cinco años de aprendizaje, regresó a Carolina del Norte. El 8 de agosto de 1765, se casó con Jane Van Cleave, cuyo padre era de origen holandés. Juntos, la pareja tuvo cinco hijos.

## Vida en Kentucky
De 1767 a 1771, fue a varias largas cacerías, con su hermano, Daniel, en el desierto de Kentucky. En 1775, Richard Henderson, un prominente juez de Carolina del Norte, contrató a Daniel Boone para que hiciera lo que se conoció como el ''Wilderness Road'', que atravesó Cumberland Gap y llegó al centro de Kentucky. Squire Boone acompañó a su hermano y otras 30 personas, asistiendo en el asentamiento de Boone's Station (actual Boonesborough).
En la primavera de 1779, después del asedio de  Boonesborough, donde Squire recibiría una bala de rifle al hombro, movió a su familia al asentamiento de "Falls of the Ohio" o las caídas de Ohio que se convertiría en Louisville. En 1780, trajo 13 familias a "Painted Stone", una extensión de tierra en el condado de Shelby, y estableció la Estación de Squire Boone allí, el primer asentamiento permanente en el condado. Fue herido en abril de 1781 cuando los indios atacaron el fuerte; Las complicaciones de la herida por arma de fuego daría como resultado que su brazo derecho sea una pulgada y media más corto que el izquierdo.
El 13 de septiembre de 1781, los colonos abandonaron la estación infrautilizada y se dirigieron a la estación vecina de Linn. Como Squire Boone todavía estaba demasiado débil por la lesión como para hacer el viaje, se quedó en la estación con su familia y otra acompañándolos. Los colonos que huían fueron atacados en lo que se conoció como la Masacre de Long Run.
En 1782, comenzó a actuar como un localizador de tierras para especuladores de tierras adineradas que no querían arriesgarse a vivir en la frontera. Sin embargo, debido a pérdidas financieras en esta línea de trabajo, perdió su propia propiedad, incluida la estación, en 1786 y se vio obligado a establecerse en otra parte del condado. Sirvió dos términos en la legislatura de Virginia en 1789 y 1790 y fue el principal patrocinador de un proyecto de ley para alquilar la ciudad de Louisville..

## Muerte
Squire Boone murió de insuficiencia cardíaca congestiva, a los 70 años, el 5 de agosto de 1815 y fue enterrado en una cueva en su propiedad. Sus restos no fueron alterados durante muchos años, pero a mediados del siglo XX los cazadores de reliquias comenzaron a tomar partes de su ataúd e incluso algunos de sus huesos. En 1973, sus restos fueron retirados de una pequeña cueva en la propiedad y colocados en un nuevo ataúd construido por los empleados de la cueva y colocado dentro de la cueva comercial, donde reside hoy, al final de la visita del "Squire Boone Caverns."

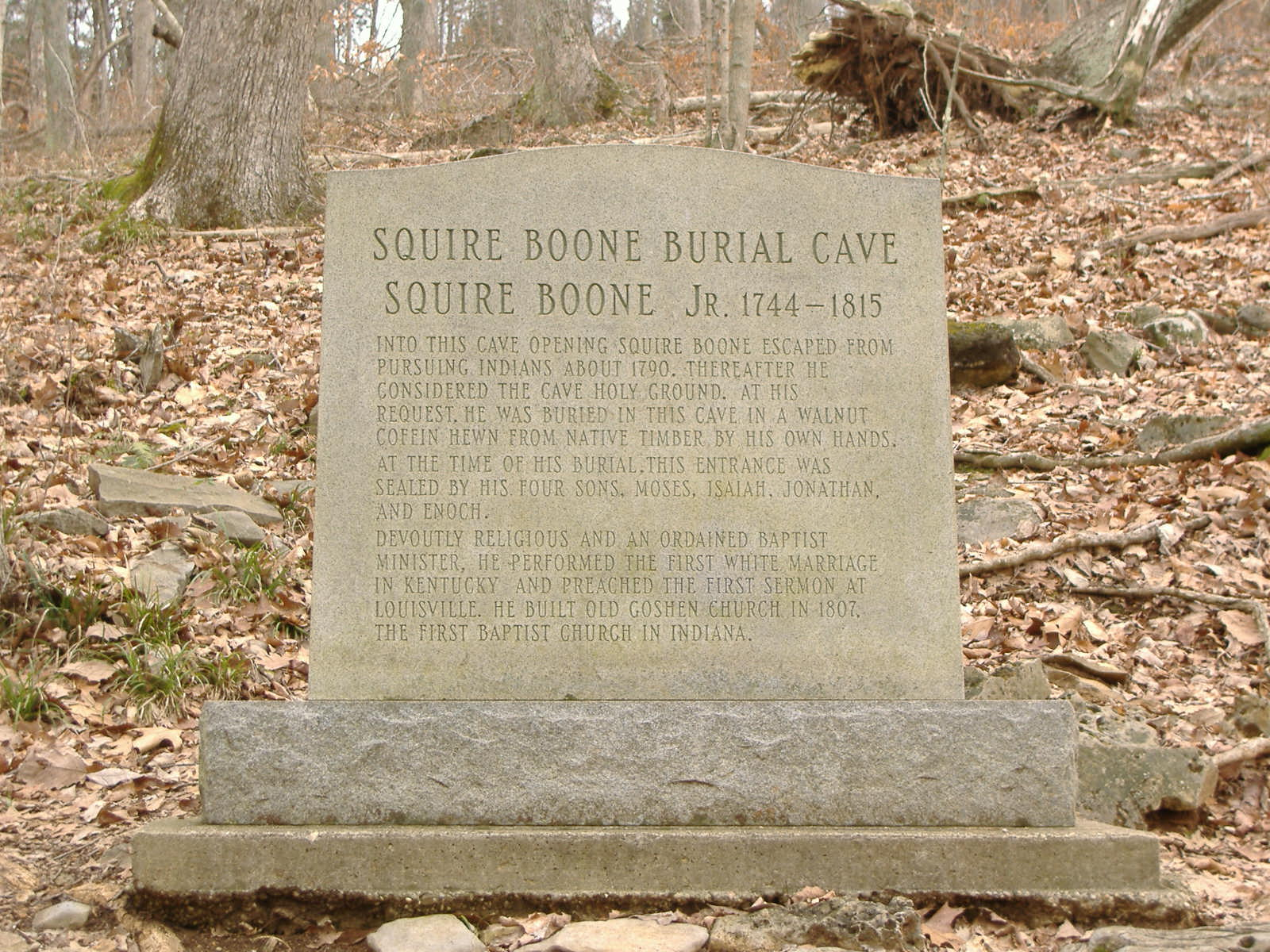
Marcador que denota el lugar original de sepultura de Squire Boone Jr.